# Du bist meine Insel
Du bist meine Insel ist ein Lied der deutschen Schlagerband Wolkenfrei aus dem Jahr 2013. Das Stück ist die zweite Singleauskopplung aus ihrem Debütalbum Endlos verliebt.

## Entstehung und Artwork
Geschrieben wurde das Lied gemeinsam von Tobias Reitz und Thomas Rosenfeld. Für die Abmischung, das Arrangement und die Musikproduktion zeichnete Felix Gauder verantwortlich. Die Aufnahme sowie der Produktionsprozess erfolgten in den Stuttgarter Jojo Music Studios.
Gauder begann mit der Albumproduktion Endlos verliebt eine langjährige Zusammenarbeit mit der Band beziehungsweise zu Teilen auch mit Sängerin Vanessa Mai, über das Ende des Bandprojektes hinaus. So war er nicht nur an der Produktion des Debütalbums beteiligt, sondern auch am Nachfolger Wachgeküsst (Juli 2015), an Mais Soloalben Regenbogen (August 2017) und Schlager (August 2018) sowie dem Wolkenfrei-Comeback Hotel Tropicana (März 2023). Die beiden Autoren Reitz und Rosenfeld arbeiteten bei Du bist meine Insel erstmals mit der Band zusammen; aus einer weiteren Zusammenarbeit entstammt der Titel Von Tokio bis Amerika, der auf Wachgeküsst erschien.
Auf dem Frontcover der Single sind – neben Liedtitel und Interpretenangabe – die drei Wolkenfrei-Mitglieder zu sehen. Es zeigt sie auf einem Felsen sitzend, vor dem Hintergrund eines blauen Himmels in der mallorquinischen Bucht Cala Mitjana, mit dem Blick zur Kamera gerichtet. Im Mittelpunkt steht Sängerin Vanessa Mai; die beiden Mitglieder Stefan Kinski und Marc Fischer sitzen links beziehungsweise rechts hinter ihr. Die Fotografie stammt von Andreas Richter, das Artwork wurde durch Jan Weskott gestaltet.

## Veröffentlichung und Promotion
Die Erstveröffentlichung von Du bist meine Insel erfolgte zunächst als Airplay beziehungsweise Promo-Single im November 2013 (Katalognummer: 88843 01602 2), ehe es am 4. Januar 2014 als offizielle Single bei Ariola veröffentlicht wurde. Diese erschien als digitale 2-Track-Single zum Download mit der Radioversion und eine sogenannten „DJ Version“ des Liedes (Katalognummer: 88644 43039 1). Der Vertrieb erfolgte durch Sony Music Entertainment, verlegt wurde das Lied durch AFM Publishing. Am 7. Februar desselben Jahres erschien das Lied als Teil von Wolkenfreis Debütalbum Endlos verliebt (Katalognummer: 88883 75243 2), dessen zweite Singleauskopplung es ist. Das Album umfasst neben der Albumversion auch einen sogenannten „Hazienda Mix“ des Liedes. In den folgenden Jahren wurde der Titel auf diversen weiteren Alben von Wolkenfrei und Vanessa Mai veröffentlicht, so unter anderem Liveversionen auf Wachgeküsst – Live aus dem Parktheater Augsburg (Oktober 2015) und Für Dich – Live aus Berlin (Januar 2017), eine Akustikversion auf Für Dich – Akustik Best Of (Juli 2017) oder eine neue Studioversion auf Mais fünften Studioalbum Schlager.
Um das Lied zu bewerben, erfolgten unter anderem Liveauftritte bei MDR um 4 am 17. Februar 2024, im ZDF-Fernsehgarten am 30. März 2014, oder auch in der MDR-Show Hit auf Hit vom 23. Mai 2014, wo die Band das Lied am Schweizer Walensee sang. Das Lied war zudem fester Bestandteil diverser Solo-Tourneen von Vanessa Mai, wo es neben Ich versprech dir nichts und geb dir alles und Von Tokio bis Amerika als Teil eines „Wolkenfrei-Medleys“ während der Teaser-Clubshow Tour (2019), Für immer Tour (2022) und Zuhause bei Dir Tour (2024) präsentiert wurde.

## Inhalt
| „Du bist meine Insel weit im Meer. Gleich neben der Sonne, ungefähr. Ich treib’ drauf zu, denn da bist du. Für mich, für immer. Von dir krieg’ ich mehr als ich verlor. Ich hab’ einen Traum und du kommst drin vor. Bist alles für mich, ich hab’ ja dich. Bist meine Insel.“ – Refrain, Originalauszug | Der Liedtext zu Du bist meine Insel ist in deutscher Sprache verfasst und stammt von Tobias Reitz. Die Musik wurde von Thomas Rosenfeld in Fis-Dur mit 118 Schlägen pro Minute komponiert. Musikalisch bewegt sich das Lied in den Bereichen der Popmusik und des Schlagers, stilistisch im Bereich des Popschlagers. Inhaltlich handelt es sich bei Du bist meine Insel um ein Liebeslied, in der die besungene Insel („Du bist meine Insel“) als Metapher für den eigenen Partner dient („Komm, hast du gesagt, hab’n lange nichts gewagt“), der in schwierigen Zeiten immer seiner Partnerin zur Seite steht und dieser hilft, sie selbst zu sein („Hier kann ich so sein, wie ich es brauch’“). In einem Interview mit dem deutschsprachigen Online-Magazin SchlagerPlanet gaben alle drei Bandmitglieder einstimmig an, dass Du bist meine Insel ihr Lieblingslied des Albums sei. Kinski sagte unter anderem folgendes dazu: „Ich habe den Titel davor einmal gehört und habe den ganzen Tag dann nur noch dieses Lied gesummt. Man kriegt es nicht mehr aus dem Kopf und das ist genial. Der Text ist toll und es passt einfach alles. Und der Text transportiert auch etwas. Jeder hat irgendwo seine Insel, wo er hingeht um Kraft zu sammeln.“ |

Aufgebaut ist das Lied aus zwei Strophen, einer Bridge und einem Refrain. Es beginnt mit der ersten Strophe, die als Vierzeiler geschrieben wurde. Auf diese folgt erstmals der Refrain, welcher acht Zeilen umfasst. Der gleiche Aufbau wiederholt sich mit der zweiten Strophe. Nach dem zweiten Refrain setzt als musikalisches Zwischenspiel die zweizeilige Bridge ein, die lediglich eine Wiederholung der letzten beiden Zeilen der zweiten Strophe darstellt, ehe das Lied mit dem dritten Refrain endet. Der Hauptgesang stammt von Vanessa Mai, die beiden anderen Bandmitglieder Marc Fischer und Stefan Kinski sind lediglich Teil des Begleitgesangs.

## Musikvideo
Das Musikvideo zu Du bist meine Insel wurde im Juni 2013 in der Nähe der mallorquinischen Bucht Cala Mitjana gedreht und feierte seine Premiere am 3. Dezember 2013 auf der Videoplattform YouTube. Es beginnt mit Sängerin Vanessa Mai, die auf einem Steg am Mittelmeer das Lied singt, darauf folgen Szenen von ihr alleine in einem Dorf, oder auch Szenen der kompletten Band an verschiedenen Naturschauplätzen, die immer wieder im Wechsel zu sehen sind. Das Video endet schließlich wieder mit Mai auf dem Steg. Die Gesamtlänge des Videos beträgt 3:05 Minuten. Regie führte Andreas Richter, der auch schon beim Video zur vorangegangenen Single Jeans, T-Shirt und Freiheit Regie geführt hatte. Bis Juli 2025 zählte das Video über 12,1 Millionen Aufrufe auf YouTube.

## Mitwirkende
| Liedproduktion - Felix Gauder: Abmischung, Arrangement, Musikproduktion - Marc Fischer: Begleitgesang - Stefan Kinski: Begleitgesang - Vanessa Mai: Gesang - Tobias Reitz: Liedtext - Thomas Rosenfeld: Komposition Musikvideo - Philipp Lenner: Kamera - Andreas Richter: Regie - Fiona Tescher: Schnitt - Franziska Waltl: Filmproduktion | Visualisierung (Cover) - Andreas Richter: Fotografie - Jan Weskott: Artwork Unternehmen - AFM Publishing: Verlag - Ariola: Musiklabel - Jojo Music Studios: Tonstudio - OneTwoFour Publishing: Verlag - Rudi Schedler Musikverlag: Verlag - Rocket Studios Medienproduktion: Filmproduktion (Musikvideo) - Sony Music Entertainment: Vertrieb |

## Rezeption
Das deutschsprachige Online-Magazin Smago! beschrieb Du bist meine Insel als „stark hitverdächtig“.
In einer Retrospektive verlieh der deutschsprachige Radiosender Ballermann Radio der Band durch Titel wie Jeans, T-Shirt und Freiheit und Du bist meine Insel „Kultstatus“.